# Симон Берто
Симон Берто (на френски: Simone Berteaut) е френска писателка, известна с прякора Момон (Momone), близка приятелка на Едит Пиаф през целия си живот.

## Биография
Родена е в Лион на 25 юли 1916 г. Дъщеря е в семейството с 9 деца на Пиер Берто и Карол Ансор. Живее трудно детство. Когато среща Едит Пиаф, живее с майка си, която по онова време е чистачка.
Берто се определя като полусестра и спътничка на Едит Пиаф през целия ѝ живот. Стават неразделни в продължение на 30 години. След срещата си Симон и Едит започват да пеят в дует по улиците. Живеят с парите, които печелят от пеене, в обща стая, включително и в годините, когато с тях живее и дъщерята на Едит – Марсел, по прякор Сесил, която умира на двегодишна възраст от менингит. Запазват този си начин на бохемски живот с алкохол и наркотици до 1937 г. През 1942 г. живеят в пансион на улица „Паул-Валери“. Пансионът всъщност е публичен дом.
Симон умира от сърдечен удар на 30 май 1975 г.

## Творчество

### Книги
Симон Берто публикува 2 книги след смъртта на Едит Пиаф:
- „Пиаф, октомври 1993 г., разказва с изключителен ентусиазъм за целия живот на Едит Пиаф
- „Момон“: разказ, „Робер Лафон“, Париж, 1972 г.

### Филм за Едит Пиаф
- „Пиаф: Ранен живот“, филм, 1974 г.[2]